# フォークソング合戦
『フォークソング合戦』（フォークソングがっせん）は、1966年7月10日から同年11月27日までフジテレビ系列局で放送されていたフジテレビ製作の歌謡番組である。杏林製薬の一社提供で、タイトルロゴには「キョーリンフォークソング合戦」と同社の名を冠していた。放送時間は毎週日曜 19:00 - 19:30 （日本標準時）。

## 概要
フォークソングをメインに据えていた視聴者参加型ののど自慢番組。毎回4組のアマチュアグループや個人が昔からの曲や自作の曲を歌い、審査員がそれらを採点してチャンピオンを決めていた。毎回ザ・シャデラックスがレギュラー出演し、スタジオの観客とともに合唱するコーナーもあった。

## 出演者

### 司会
- 志摩夕起夫

### 審査員
- 寺本圭一
- いずみたく
- ほか

### レギュラー
- ザ・シャデラックス

## 備考
- 初回は「前夜祭」と題して行われ、デューク・エイセスや九重佑三子らがゲスト出演した。なお、裏番組である『ウルトラマン』（TBS）も同日に「前夜祭」を行っていた（タイトルは「ウルトラマン誕生」）。

## 参考資料
- 産経新聞[どれ?]

| フジテレビ系列 日曜19:00枠                              | フジテレビ系列 日曜19:00枠                                      | フジテレビ系列 日曜19:00枠                   |
| 前番組                                                  | 番組名                                                          | 次番組                                       |
| ------------------------------------------------------- | --------------------------------------------------------------- | -------------------------------------------- |
| 新宝島（分割再放送版） （1966年6月19日 - 1966年7月3日） | キョーリンフォークソング合戦 （1966年7月10日 - 1966年11月27日） | 町の人気者 （1966年12月4日 - 1967年3月26日） |